# 马泰奥蒂广场 (那不勒斯)
40°50′35″N 14°15′05″E / 40.843173°N 14.251390°E

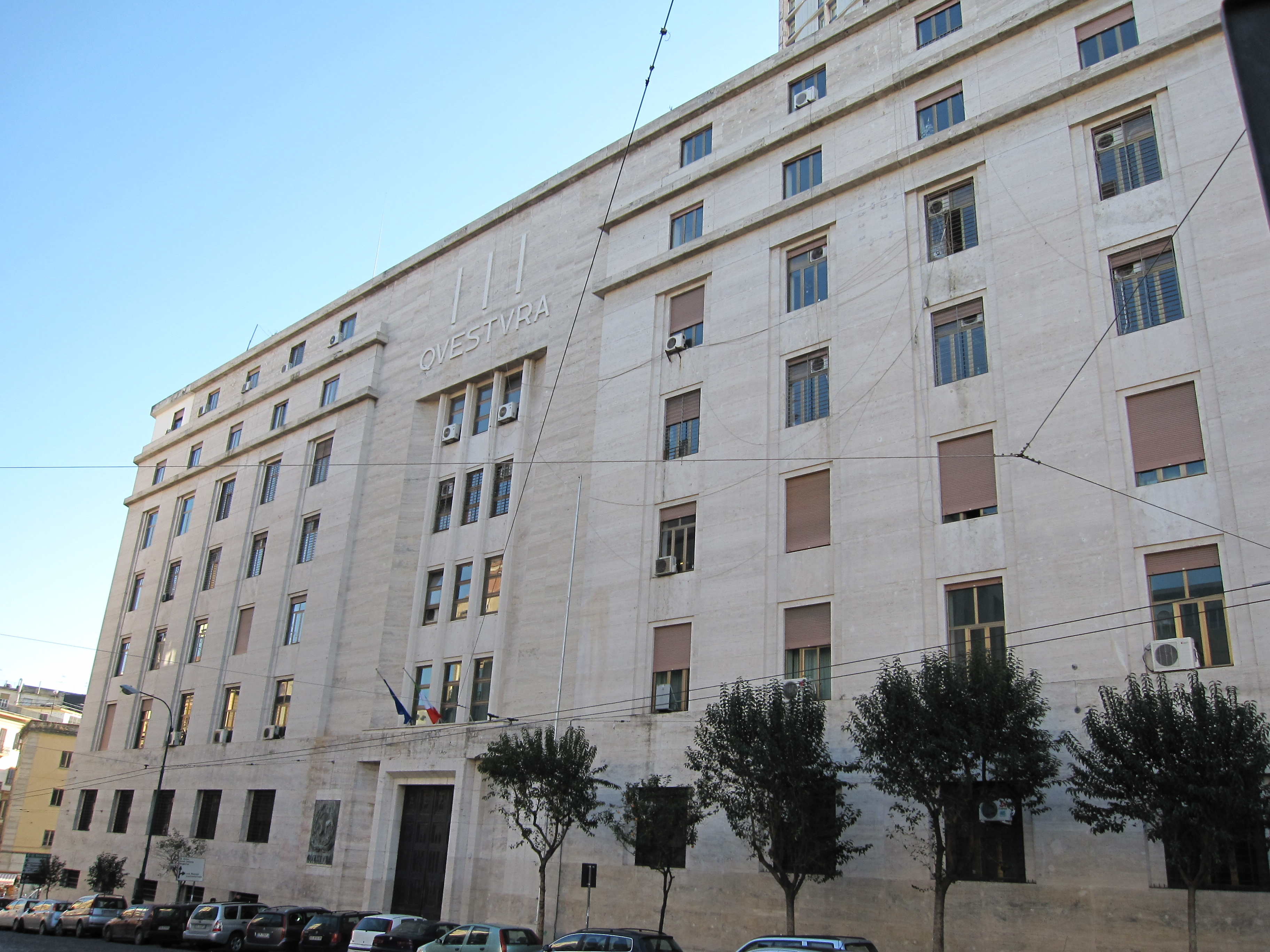
马泰奥蒂广场

马泰奥蒂广场（Piazza Matteotti）是那不勒斯的一个重要广场。
该广场坐落在仁慈广场（piazza Carità）与麦地那街（via Medina）的中心位置，开辟于1930年代，周围几乎完全被法西斯时期的建筑物所包围：
- 邮政宫（Palazzo delle Poste）
- 省宫（Palazzo della Provincia）
- 警察总部（Palazzo della Questura）
- Palazzo della Casa del Mutilato
- Palazzo Troise